# Artefacto de Coso

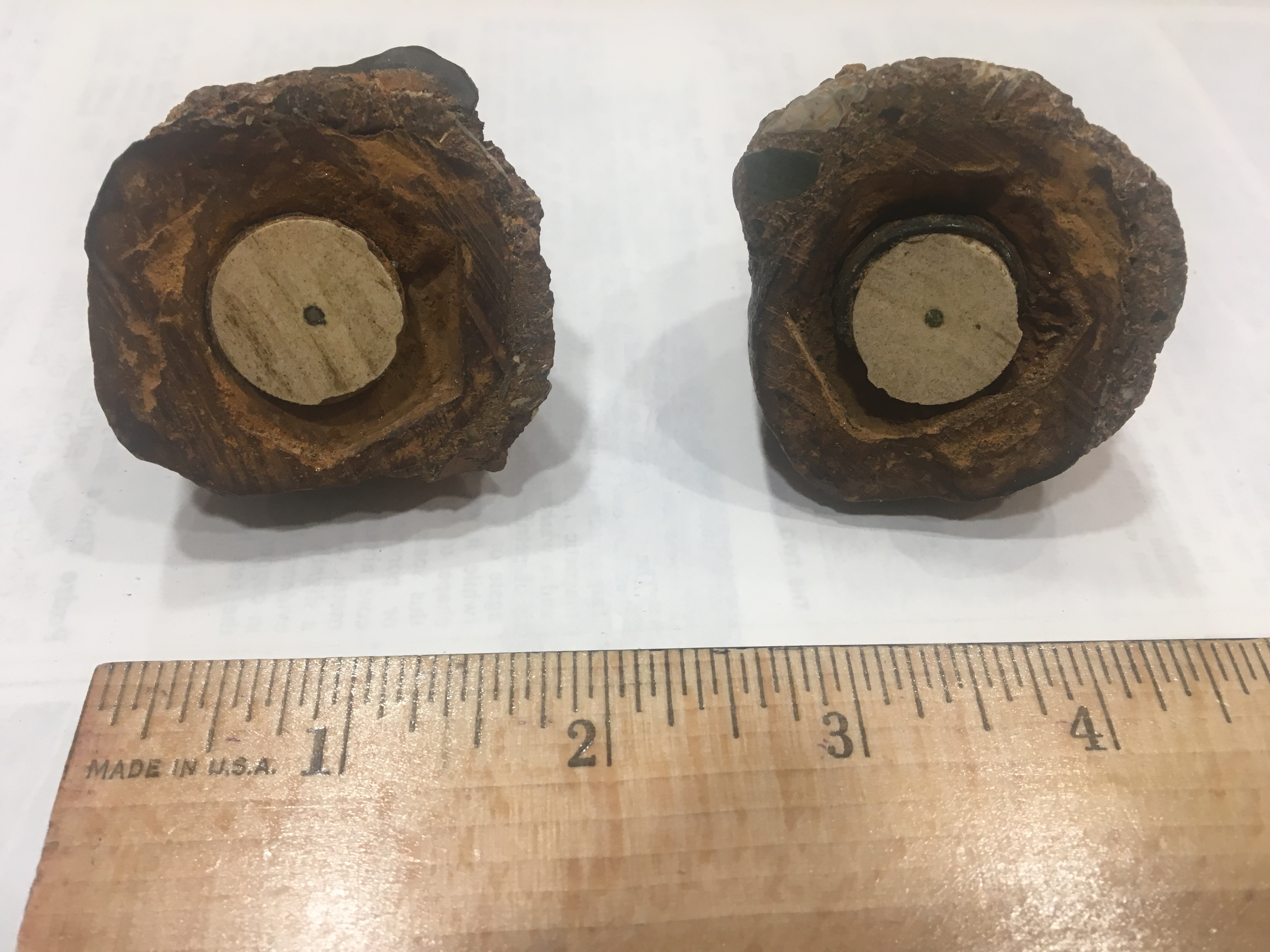
Esta foto fue tomada por Pierre Stromberg en 2018 como parte de su investigación de décadas sobre el Artefacto Coso. La familia de uno de los descubridores originales le proporcionó el artefacto para que lo examinara. Después de tomar la fotografía, Stromberg dispuso que el artefacto se expusiera en el Pacific Science Center de la ciudad estadounidense de Seattle (estado de Washington).

El artefacto de Coso es, aparentemente, una bujía encontrada dentro de un trozo de arcilla dura el 13 de febrero de 1961 por Wallace Lane, Virginia Maxey y Mike Mikesell mientras buscaban geodas cerca del pueblo estadounidense de Olancha (estado de California).
Mike Mikesell lo encontró al romper en dos una roca.
Virginia Maxey especuló en diferentes momentos ―sin aportar ninguna evidencia― que este objeto tenía una antigüedad de 100 000 a 500 000 años. Maxey no pudo proporcionar información sobre la técnica de datación usada o evidencia alguna para calcular su edad.
Esa datación está basada en la opinión de un «geólogo anónimo» nombrado por las tres personas que descubrió este objeto. No se conoce la identidad, las credenciales ni la especialidad de este «geólogo». Ni siquiera se conoce si existe realmente. Como resultado, esta fecha no tiene ningún fundamento pues no se conoce cómo fue calculada. Está bien documentado que el nódulo que envuelve la bujía pudo haberse formado en años o décadas como se ha demostrado en ejemplos de encapsulamientos de objetos de metal o acero similares.

## Origen
El origen del artefacto ha sido objeto de muchas especulaciones. Explicaciones pseudocientificas incluyen:
- Una antigua civilización (como los atlantes)
- Una humanidad anterior a la actual.
- Visitas extraterrestres durante la prehistoria.
- Viajeros del tiempo que dejaron olvidado el objeto durante una visita al pasado.

Ciertos creacionistas han afirmado que el objeto es evidencia de una Tierra Joven, argumentando que si un objeto moderno como una bujía puede ser envuelta en piedra entonces la idea de rocas que toman millones de años en formarse puede deducirse como falsa. Sin embargo, geólogos y arqueólogos conocen desde hace muchas décadas que el ritmo al que se forman diferentes tipos de hormigón y sedimentan en capas de roca varía tanto que el grado en el que se consolidan los sedimentos en rocas no puede usarse para determinar su edad, ni siquiera la de la tierra.
Una investigación llevada a cabo por Pierre Stromberg y Paul Heinrich con la ayuda de la institución Colecionistas de Bujías de Estados Unidos sugiere que el objeto es una bujía Champion de la década de 1920 y que fue usada en el área en trabajos de apoyo a la minería. En su informe, Stromberg y Heinrich (2000, 2004) indican que la bujía quedó envuelta en un hormigón compuesto de hierro derivado de la oxidación de la misma.
Es común que objetos de metal y acero formen rápidamente sedimentos de óxido de hierro a su alrededor a medida que se oxidan en el suelo.
La localización actual del artefacto de Coso es desconocida. De sus descubridores, solo vive Virginia Maxey, que evita cualquier comentario al respecto.